# Platycheirus coerulescens
Platycheirus coerulescens är en tvåvingeart som först beskrevs av Samuel Wendell Williston  1887.  Platycheirus coerulescens ingår i släktet fotblomflugor, och familjen blomflugor. Inga underarter finns listade i Catalogue of Life.